# Mount Pleiones
Mount Pleiones är ett berg i Antarktis. Det ligger i Östantarktis. Nya Zeeland gör anspråk på området. Toppen på Mount Pleiones är 2 601 meter över havet.
Terrängen runt Mount Pleiones är varierad. Trakten är obefolkad. Det finns inga samhällen i närheten.